# Hannelore Schroth
Hannelore Schroth (10 de enero de 1922 – 7 de julio de 1987) fue una actriz alemana de teatro, cine, televisión y doblaje, cuya carrera abarcó más de cinco décadas.

## Biografía
Su nombre completo era Hanne Lore Emilie Käte Grete Schroth. Nació en Berlín, hija de los actores Heinrich Schroth y Käthe Haack. Su hermanastro por parte paterna fue el actor y director Carl-Heinz Schroth (1902-1989), fruto del anterior matrimonio de su padre con la actriz Else Ruttersheim.
Debutó como actriz infantil en 1931 en la comedia Dann schon lieber Lebertran de Max Ophüls, junto a su madre. Cursó estudios de arte dramático en Lausana, Suiza, hasta los dieciséis años. A finales de los años 1930 adquirió notoriedad con filmes como Spiel im Sommerwind (1938), Weißer Flieder (1939) y especialmente Kitty und die Weltkonferenz (1939), donde interpretó su primer papel protagónico.
Durante la Segunda Guerra Mundial, continuó su carrera cinematográfica evitando conscientemente participar en producciones de propaganda nazi, a diferencia de su padre, quien actuó en filmes como El judío Süß (1940). Entre sus trabajos más destacados de este periodo figura Unter den Brücken (1945).
Finalizada la guerra, combinó el cine con el teatro, actuando en escenarios de Viena, Düsseldorf, Hamburgo, Múnich y Berlín. En la década de 1950 inició una prolífica carrera como actriz de doblaje, prestando su voz a figuras como Jane Wyman, Shirley MacLaine, Elizabeth Taylor e Ingrid Bergman.
En sus últimos años, trabajó regularmente en producciones televisivas y mantuvo su actividad en el teatro.
Estuvo casada con el actor Carl Raddatz, y posteriormente con el biólogo marino Hans Hass, con quien tuvo un hijo, Hans Hass Jr. (1946–2009). Su tercer matrimonio fue con el abogado Peter Köster, con quien tuvo otro hijo, Christopher Kantapper Köster (1953–2012).
Falleció en Múnich en 1987, a los 65 años, y fue sepultada en el Friedhof Heerstraße de Berlín (campo 16-J-27).

## Premios y reconocimientos
- 1969: Premio Hersfeld por su labor teatral.
- 1980: Filmband in Gold del Deutscher Filmpreis por su trayectoria cinematográfica.

## Filmografía seleccionada
- 1938: Spiel im Sommerwind
- 1939: Weißer Flieder
- 1939: Kitty und die Weltkonferenz
- 1939: Der Gouverneur
- 1940: Friedrich Schiller – Triumph eines Genies
- 1942: 7 Jahre Glück
- 1945: Unter den Brücken
- 1948: Das singende Haus
- 1949: Derby
- 1950: Taxi-Kitty
- 1951: Kommen Sie am Ersten
- 1956: Geliebte Corinna, Vor Sonnenuntergang, El capitán de Köpenick
- 1957: Italienreise – Liebe inbegriffen
- 1958: Der Mann, der nicht nein sagen konnte
- 1959: Alle lieben Peter
- 1960: Liebling der Götter
- 1962–1984: participaciones en series y telefilmes como Willy, Dantons Tod, Das Kriminalmuseum, Derrick, Tatort y Polizeiinspektion 1